# Kormosfejű fülemülerigó
A kormosfejű fülemülerigó (Catharus mexicanus) a madarak osztályának verébalakúak (Passeriformes) rendjébe és a rigófélék (Turdidae) családjába tartozó faj.

## Rendszerezése
A fajt Charles Lucien Jules Laurent Bonaparte francia természettudós írta le 1856-ban, a Malacocychla nembe Malacocychla mexicana néven.

## Alfajai
- Catharus mexicanus mexicanus (Bonaparte, 1856) - Mexikó
- Catharus mexicanus cantator Griscom, 1930  - Mexikó és Guatemala
- Catharus mexicanus carrikeri A. R. Phillips, 1991 - Costa Rica és Panama
- Catharus mexicanus yaegeri A. R. Phillips, 1991 - Honduras

## Előfordulása
Mexikó, Costa Rica, Guatemala, Honduras, Nicaragua és Panama területén honos. Kóborlásai során eljut az Amerikai Egyesült Államokba is. A természetes élőhelye szubtrópusi és trópusi síkvidéki és hegyi esőerdők. Magassági vonuló.

## Megjelenése
Átlagos testhossza 17 centiméter, testtömege 30 gramm.

## Életmódja
Bogarakkal, hernyókkal és más rovarokkal táplálkozik, de sok gyümölcsöt is fogyaszt.